# 駒沢学園女子中学校・高等学校
駒沢学園女子中学校・高等学校（こまざわがくえんじょしちゅうがっこう・こうとうがっこう）は、東京都稲城市坂浜に所在し、中高一貫教育を提供する私立女子中学校・高等学校。中学校から入学した内部進学の生徒は、高等学校から入学した外部進学の生徒と、高等学校第1学年から学級を混合する併設混合型中高一貫校。運営は学校法人駒澤学園。曹洞宗永平寺が母体である。

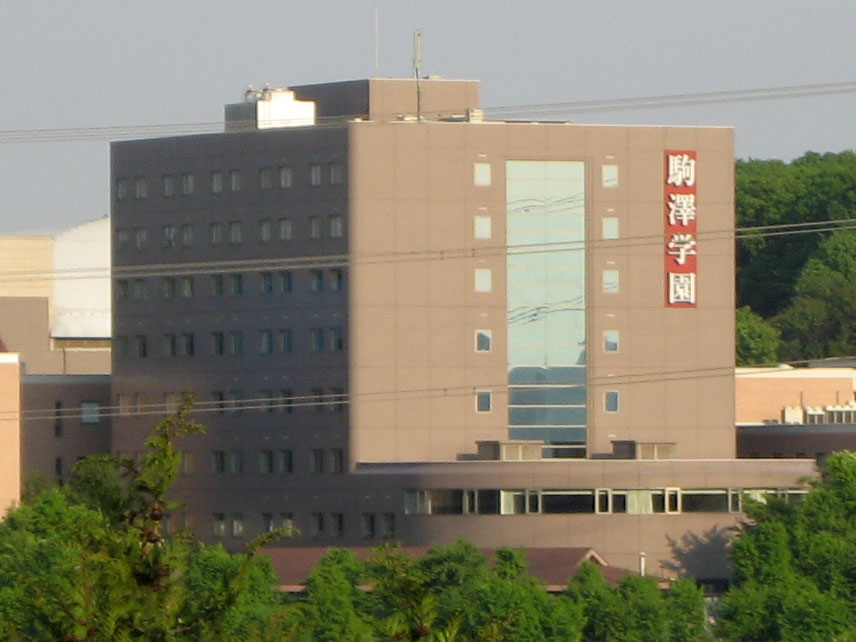
駒澤学園

## 沿革
- 1927年 - 荏原郡駒沢町弦巻（現世田谷区）に駒澤高等女学院設立。
- 1928年 - 高等女学校として認可され駒沢高等女学校に改組、実科女学校として駒澤家政女学校を併設。
- 1947年 - 学制改革に伴い駒沢学園女子中学校に改称
- 1948年 - 駒沢学園女子高等学校を設置。
- 1989年 - 現在地の東京都稲城市に移転。
- 2009年 - 校舎全面リニューアル。
- 2024年 - 英語クラス設置予定。[2]

## 交通
出典 : 
| 乗車駅               | 系統             | 下車停留所   | 運行事業者 |
| -------------------- | ---------------- | ------------ | ---------- |
| 小田急線新百合ヶ丘駅 | 稲02・新05・新06 | 「駒沢学園」 | ■小田急    |
| 京王相模原線稲城駅   | 柿24             | 「駒沢学園」 | ■小田急    |

- その他JR南武線稲城長沼駅および東急田園都市線・横浜市営地下鉄ブルーラインあざみ野駅 よりスクールバスが出ている。ただし、稲城長沼駅発着路線において一般客の乗車は不可[3]。

## 制服

### 冬服
ブレザー

### 夏服
ブルーブラウスにグレーベストまたはセーラーブラウス
- セーラーブラウス（高校は青のリボン、中学は赤のリボン）

## 部活動
出典:
- 硬式野球部
- サッカー部
- バトン部
- 硬式テニス部
- 杖道部
- 弓道部
- ダンス部
- バスケットボール部
- バドミントン部
- 陸上部
- 卓球部
- バレーボール部
- 吹奏楽部
- 書道部
- 軽音楽部
- 茶道部
- 華道部
- 箏曲部
- 家庭部
- 合唱部
- 英語部
- 社会福祉部
- 写真映画部
- 漫画アニメ研究部
- 演劇部
- 美術部
- 文芸部
- 弦楽合奏部

## 施設

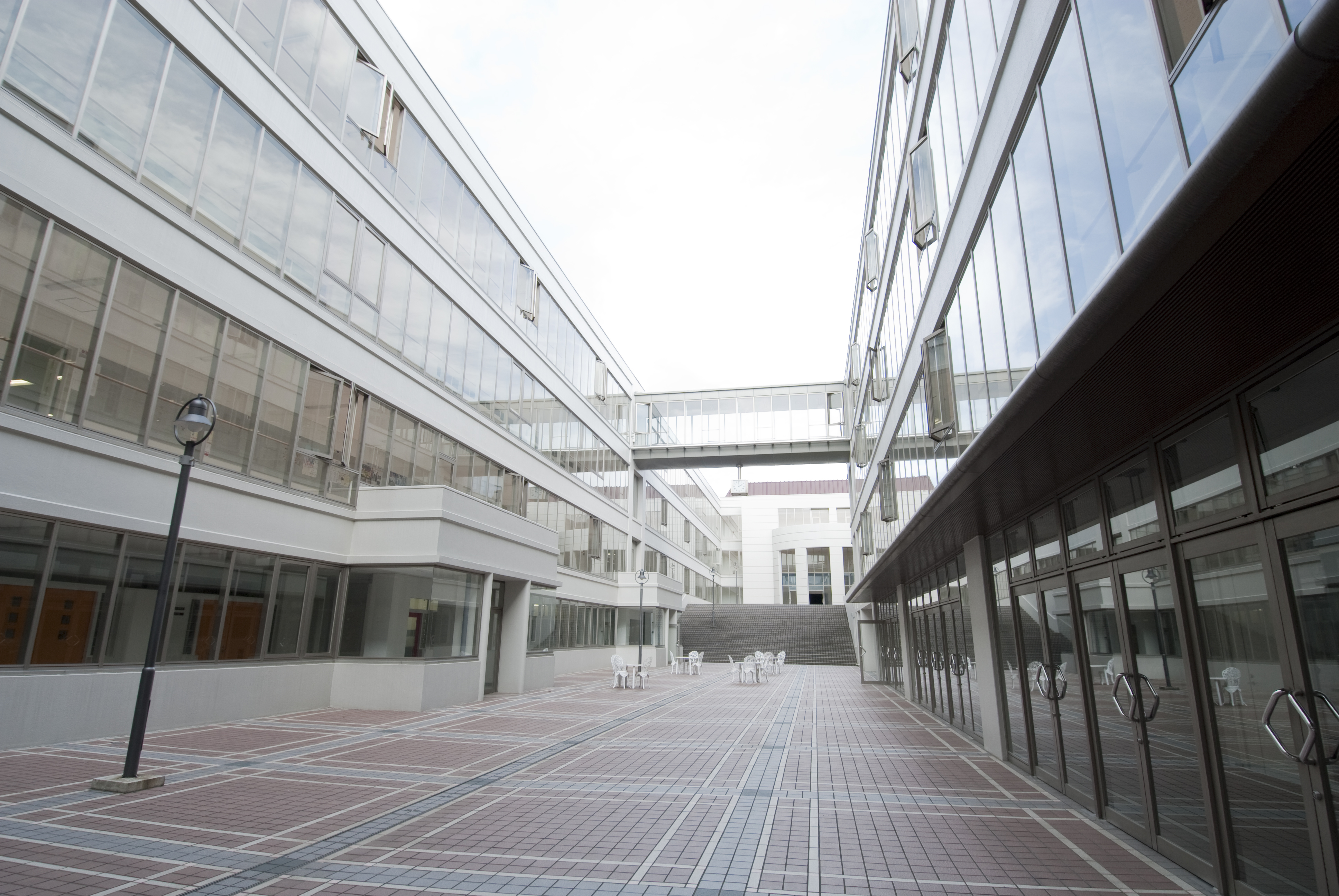
開放感のあるガラス張りの校舎
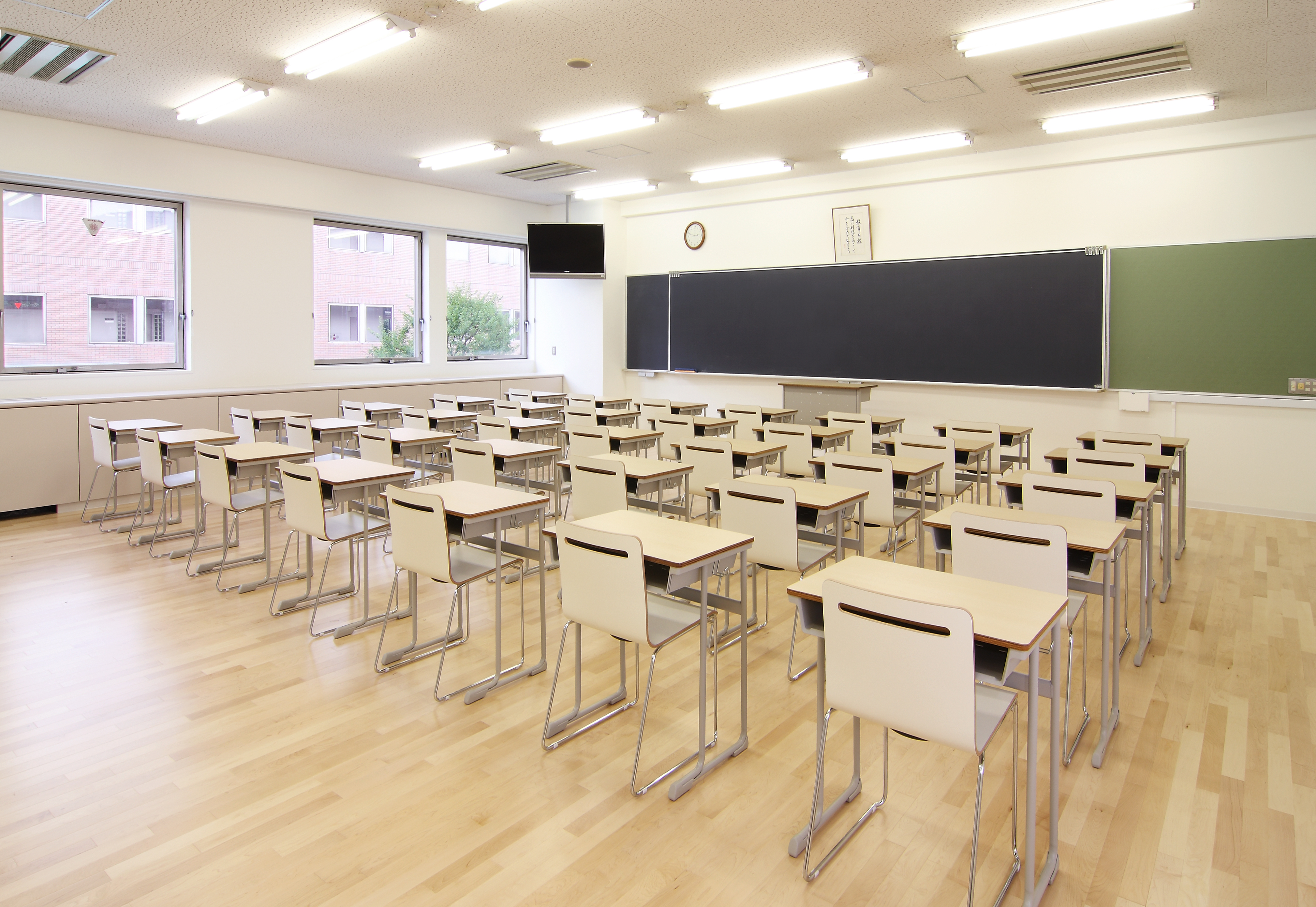
教室
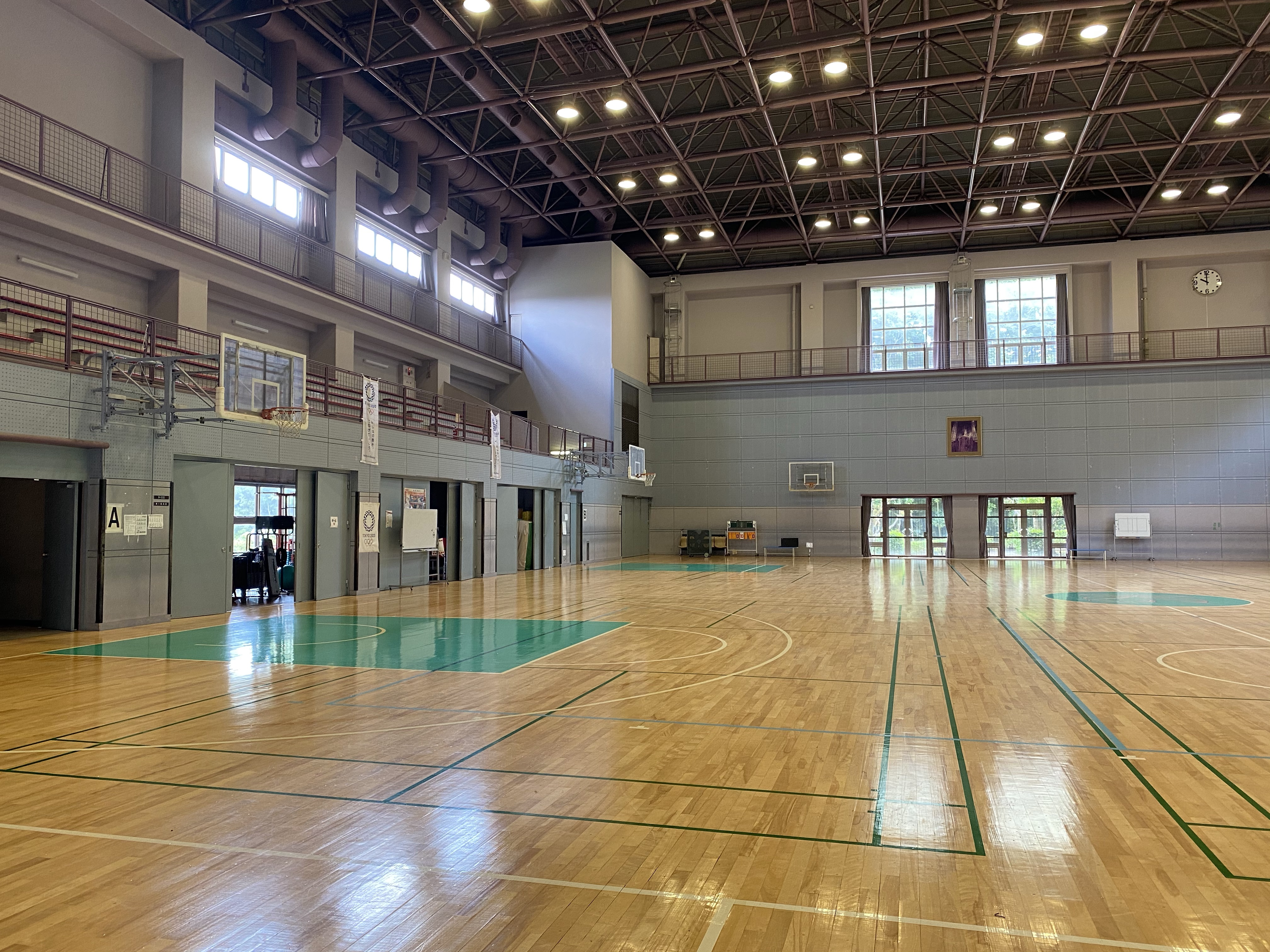
第一体育館（冷暖房付き）
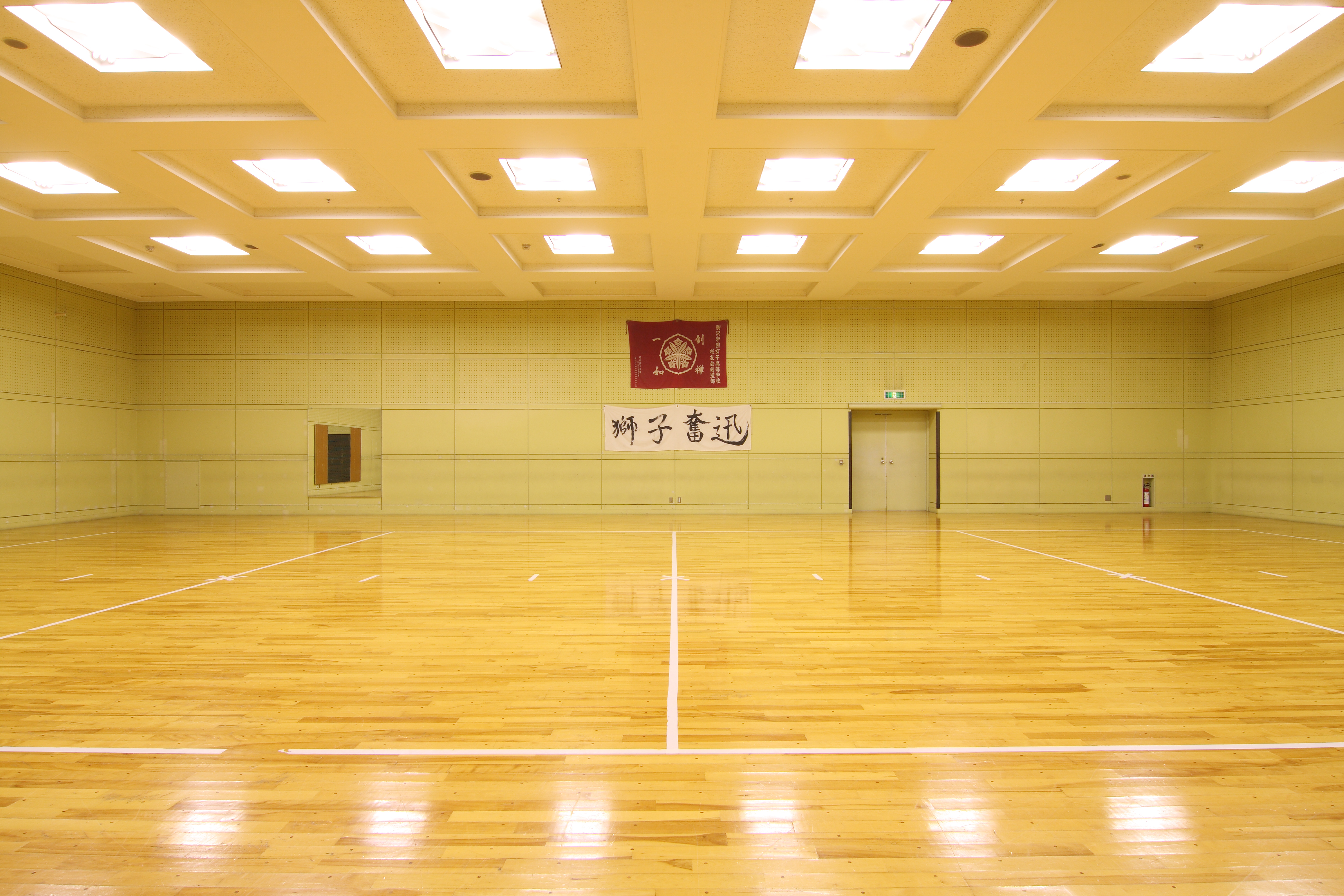
第二体育館
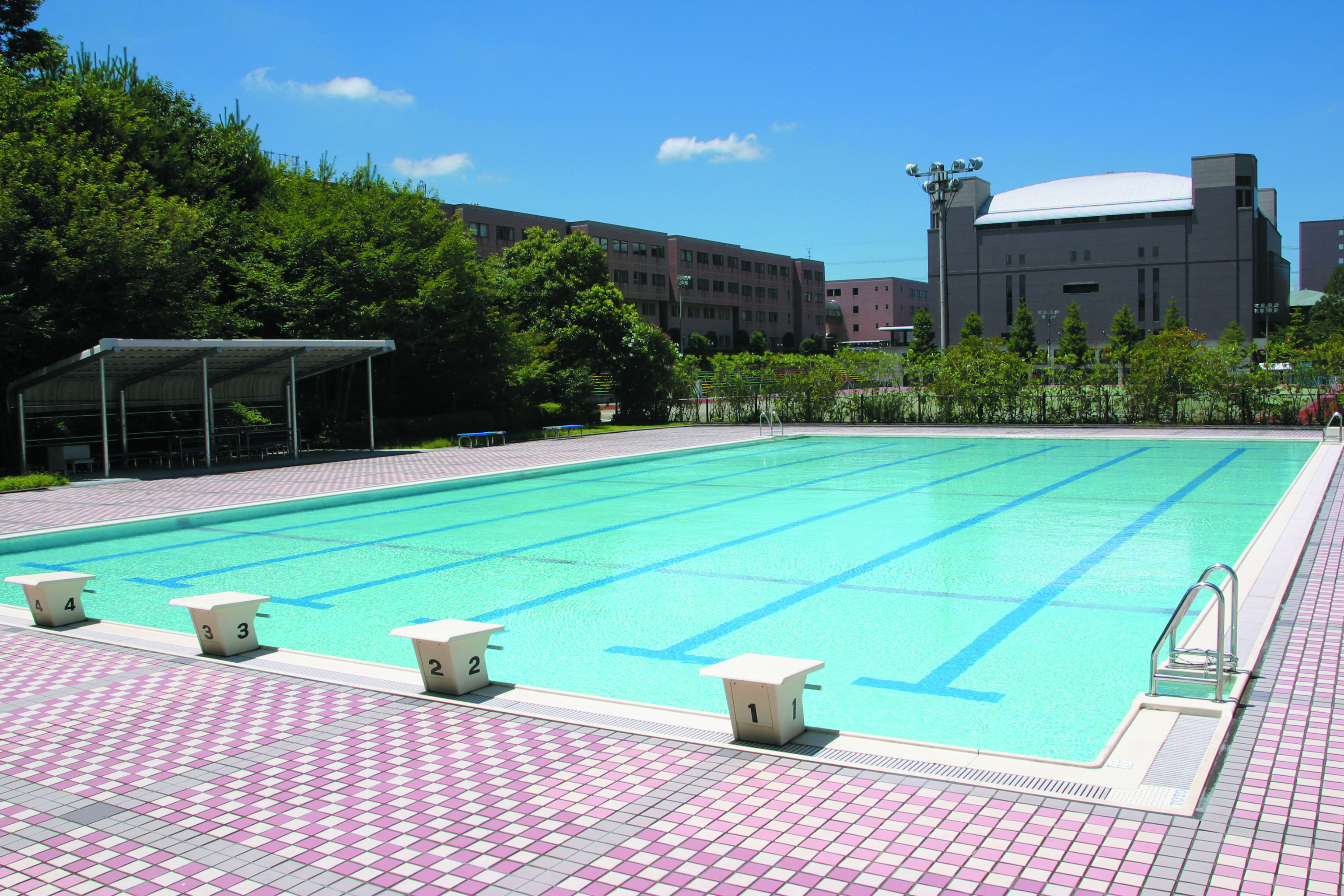
プール
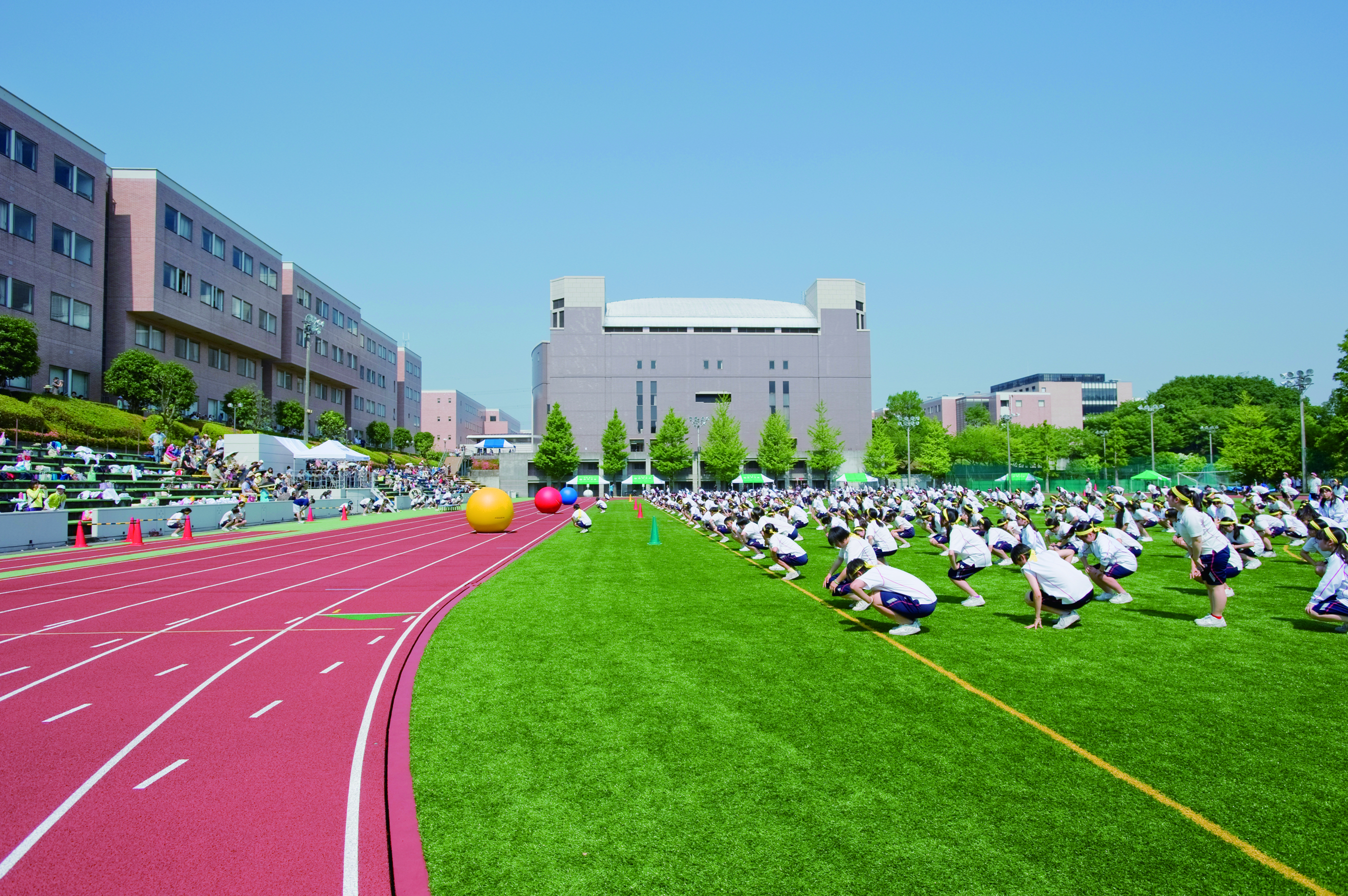
人工芝のグラウンド
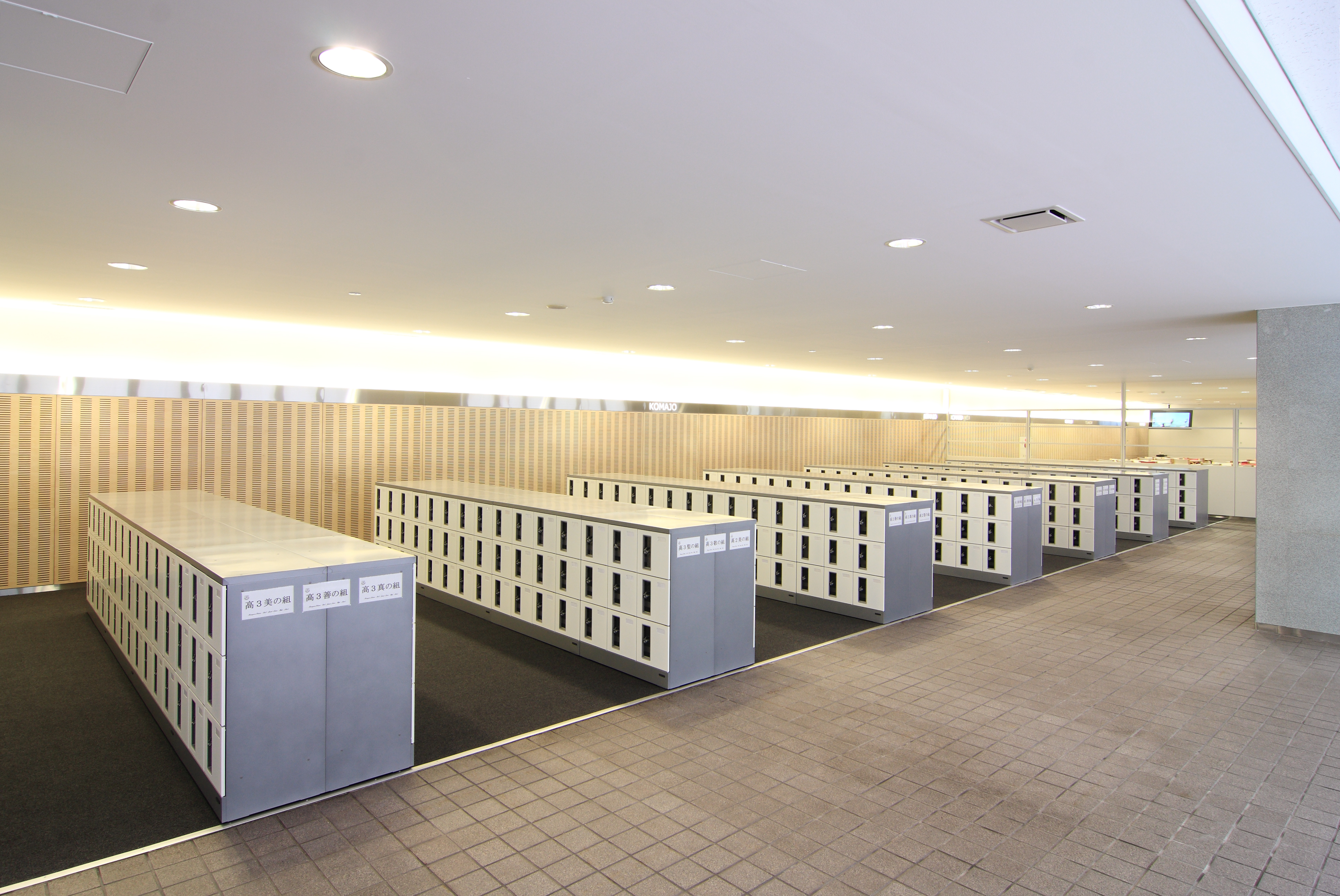
下駄箱
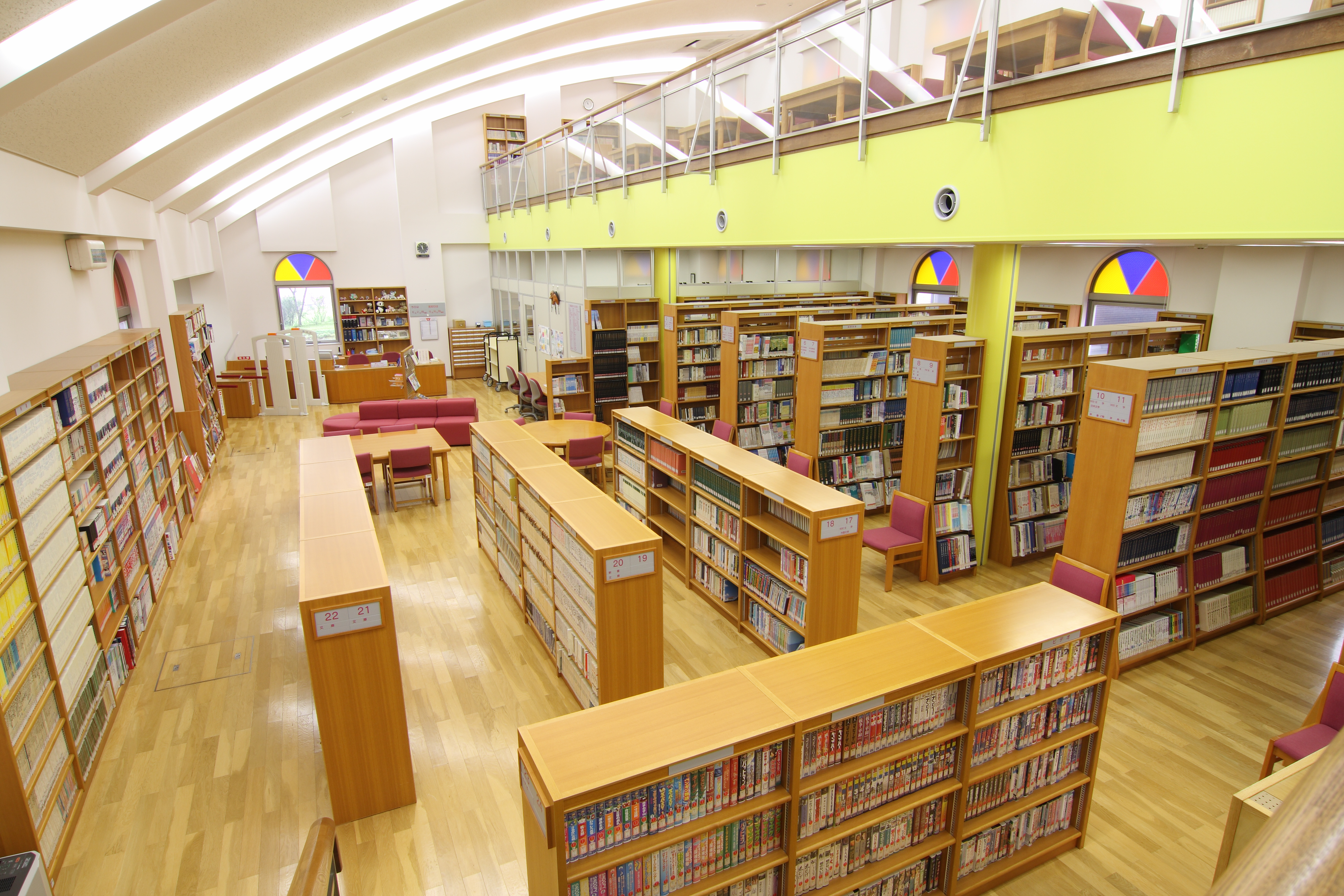
図書館（中高）
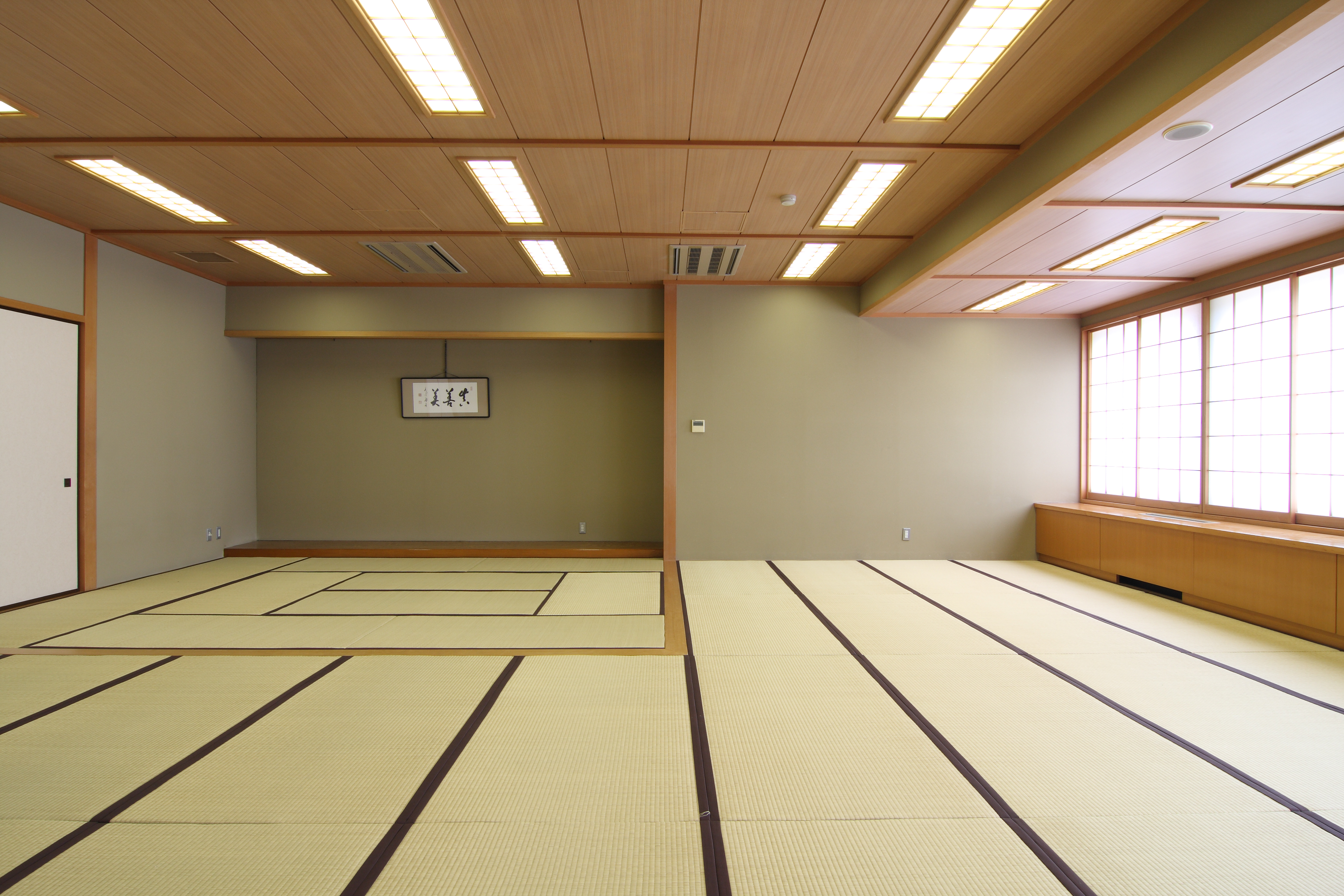
作法室
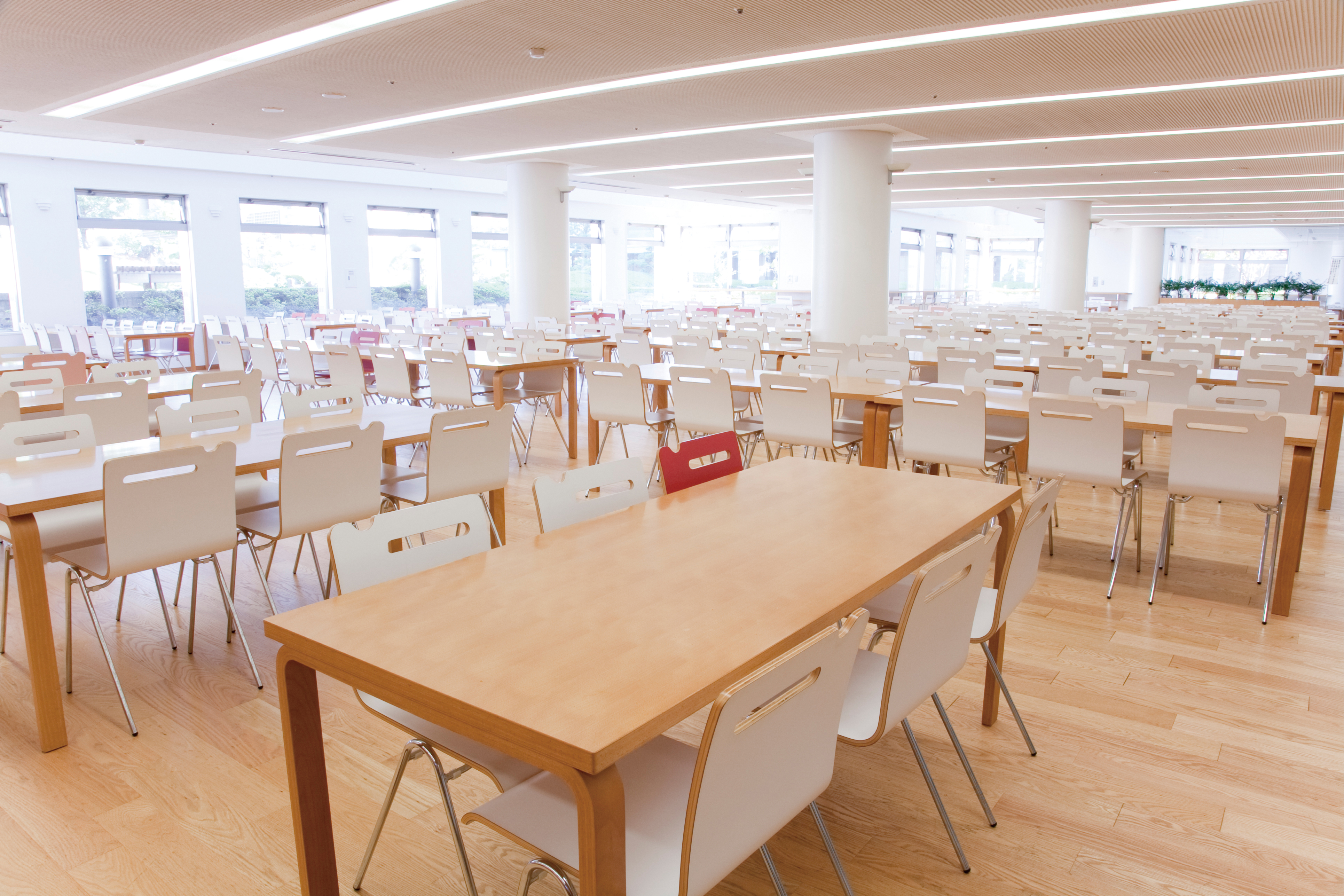
食堂
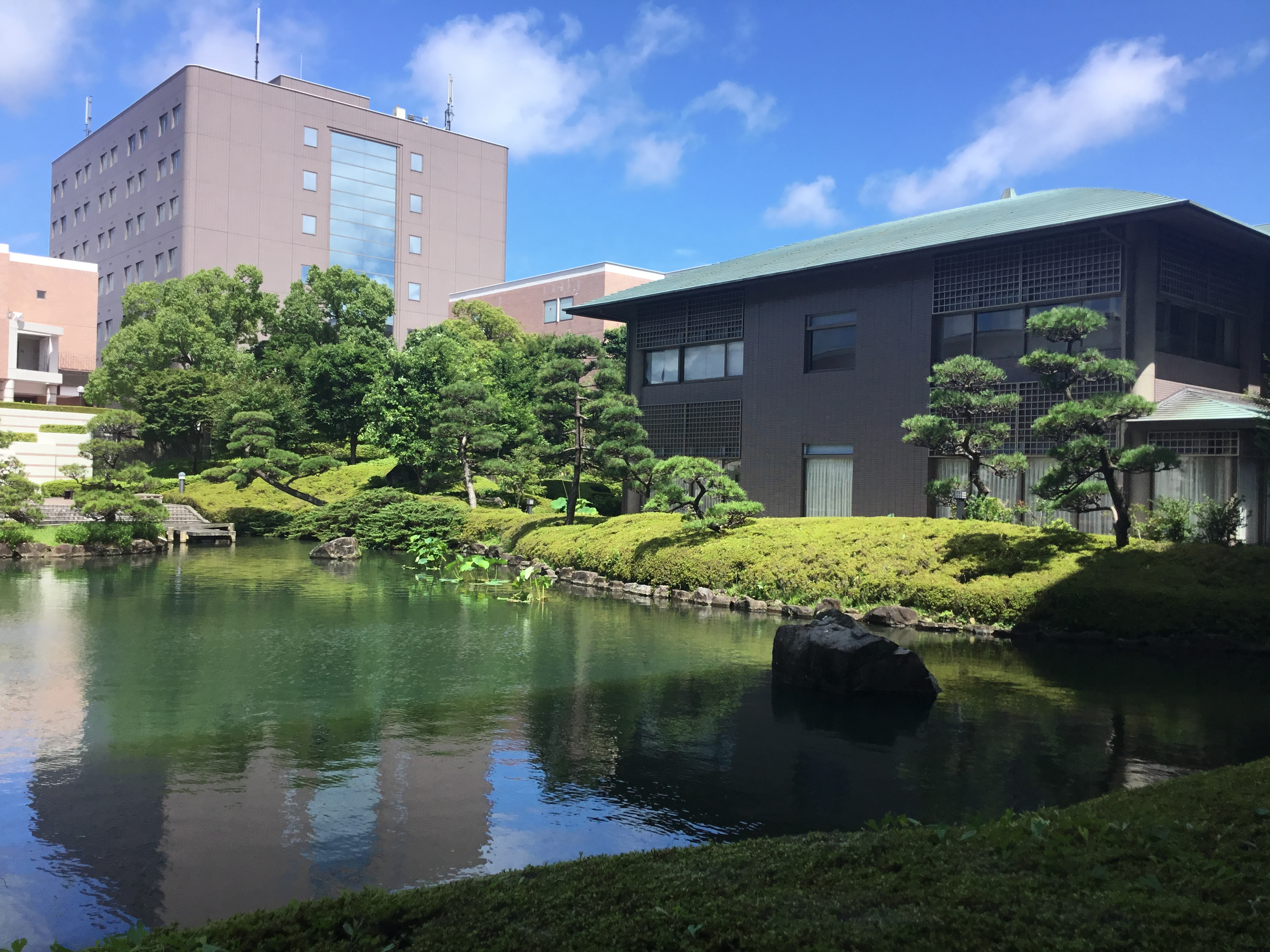
照心館（坐禅堂）

## 著名な出身者
- 辻輝子（陶芸家）
- 松尾嘉代（女優）
- 弘田三枝子（歌手）
- 大信田礼子（女優）
- かおりくみこ（歌手）
- 常盤貴子（女優）
- 戸田恵子[5]（女優）
- 島田陽子（女優）
- 髙橋真梨子（歌手）
- 伊藤つかさ（女優）
- 今井綾子（野球選手）
- 松下由樹（女優）
- 田中真理（女優）
- 麻倉未稀（歌手）
- 河口りか（キャンギャル）
- 熊崎愛（元プロ野球選手）
- 大倉三佳（元プロ野球選手）
- 坂東瑞紀（野球選手）
- 甲斐田陽菜（野球選手）
- 沙月愛奈（元宝塚歌劇団雪組娘役）
- 莉子 (モデル)

## 対外関係

### 系列校
- 駒沢女子大学
- 駒沢女子短期大学
- 駒沢女子短期大学付属こまざわ幼稚園

### 関係校
- 駒澤大学
- 駒澤大学高等学校
- 駒澤大学附属苫小牧高等学校